# Рудолф II фон Хоенберг
Рудолф II фон Хоенберг (на немски: Rudolf II von Hohenberg; † 26 февруари 1335) е граф на Хоенберг.
Той е син на граф Рудолф I фон Хоенберг († 1336) и първата му съпруга графиня Агнес фон Верденберг († юни 1317), дъщеря на Хуго II фон Верденберг-Хайлигенберг и графиня Еуфемия фон Ортенбург-Каринтия.
Брат е на Алберт V фон Хоенберг († 1359), граф на Хоенберг, епископ на Фрайзинг (1349 – 1359), Хуго († 1354), граф на Хоенберг, и Хайнрих († 1352, убит), граф на Хоенберг.
Той умира на 26 февруари 1335 г. и е погребан във фамилната гробница в Ехинген.

## Фамилия
Рудолф II фон Хоенберг се жени пр. 1349 г. за графиня Маргарета фон Насау-Хадамар († 30 януари 1370), дъщеря на граф Емих I фон Насау-Хадамар († 1334) и Анна фон Цолерн-Нюрнберг († ок. 1357). Те имат три деца:
- Анна/Агнес († 5 юни 1366), омъжена пр. 3 ноември 1349 г. за херцог Конрад IV фон Тек († 5 септември 1352), син на херцог Симон I фон Тек († 1316) и Агнес фон Хелфенщайн († 1334)
- Рудолф III († 1389), женен пр. 12 май 1360 г. за графиня Ида фон Тогенбург († 26 януари 1399), дъщеря на граф Фридрих V фон Тогенбург († 1364) и Кунигунда фон Фац († 1364)
- Магарета († 24 август 1366), омъжена пр. 25 април 1343 г. за граф Лудвиг VIII фон Йотинген, ландграф в Елзас († 26 юли 1378), син на граф Фридрих I фон Йотинген († 1313) и Елизабет фон Дорнберг († 1309/1311)